# Lista de ilhas da Noruega
Esta é uma lista de ilhas integradas na Noruega. Quando consideradas todas as pequenas ilhas e ilhéus, estima-se que a Noruega tenha pelo menos 239 057 ilhas (das quais quase 2 000 serão habitadas), mas o número poderá ser maior. Assim, as listas aqui incluídas apresentam apenas as principais ilhas, em área ou população.

## Ilhas situadas nas costas da Noruega
A Noruega, devido à sua longa costa rochosa recortada por profundos fjords, é um dos países com maior número de ilhas (alguns autores conideram mesmo que terá o maior número globalmente). Assim, quando globalmente consideradas, ao longo das costas da Noruega existem alguns milhares de pequenas ilhas e ilhéus, na maior parte rochedos não habitados. A presente lista limita-se a incluir as ilhas com dimensões significativas (área superior a 50 km2), pelo que está muito longe de ser exaustiva.
| Rank | Ilha                                             | Condado                      | Área (km²) | Ponto mais alto    | Altitude (m) |
| ---- | ------------------------------------------------ | ---------------------------- | ---------- | ------------------ | ------------ |
| 1    | Hinnøya                                          | Nordland e Troms og Finnmark | 2,204.7    | Møysalen           | 1,262        |
| 2    | Senja (Sážžá)                                    | Troms og Finnmark            | 1,586.3    | Breidtinden        | 984          |
| 3    | Langøya                                          | Nordland                     | 850.2      | Snøkolla           | 763          |
| 4    | Sørøya                                           | Troms og Finnmark            | 811.4      | Komagaksla         | 659          |
| 5    | Kvaløya                                          | Troms og Finnmark            | 737        | Store Blåmann      | 1,044        |
| 6    | Ringvassøy                                       | Troms og Finnmark            | 656        | Soltindan          | 1,051        |
| 7    | Hitra                                            | Trøndelag                    | 571.5      | Mørkdalstuva       | 345          |
| 8    | Seiland                                          | Troms og Finnmark            | 559        | Seilandstuva       | 1,079        |
| 9    | Austvågøy                                        | Nordland                     | 526.7      | Higravstinden      | 1,146        |
| 10   | Andøya                                           | Nordland                     | 489        | Kvasstinden        | 705          |
| 11   | Magerøya                                         | Troms og Finnmark            | 436.6      | Gråkallfjellet     | 417          |
| 12   | Vestvågøy                                        | Nordland                     | 411        | Himmeltindan       | 964          |
| 13   | Kvaløya                                          | Troms og Finnmark            | 329        | Svartfjellet       | 629          |
| 14   | Osterøy                                          | Vestland                     | 329        | Høgafjellet        | 860          |
| 15   | Arnøya                                           | Troms og Finnmark            | 276        | Arnøyhøgda         | 1,168        |
| 16   | Stord                                            | Vestland                     | 241        | Mehammarsåta       | 749          |
| 17   | Vanna                                            | Troms og Finnmark            | 232        | Vanntinden         | 1,031        |
| 18   | Stjernøya                                        | Troms og Finnmark            | 231        | Kjerringa          | 960          |
| 19   | Smøla                                            | Møre og Romsdal              | 218.2      | Ramndalshaugen     | 70           |
| 20   | Tysnesøy                                         | Vestland                     | 198        | Tysnessåta         | 753          |
| 21   | Tjeldøya                                         | Nordland                     | 187        | Trollfjellet       | 1,010        |
| 22   | Moskenesøya                                      | Nordland                     | 186        | Hermannsdalstinden | 1,029        |
| 23   | Karmøy                                           | Rogaland                     | 176.8      | Søra Sålafjellet   | 132          |
| 24   | Sotra                                            | Vestland                     | 176        | Liatårnet          | 341          |
| 25   | Bømlo                                            | Vestland                     | 171        | Siggjo             | 474          |
| 26   | Hareidlandet                                     | Møre og Romsdal              | 166        | Blåtinden          | 697          |
| 27   | Averøya                                          | Møre og Romsdal              | 165        | Mekknøken          | 752          |
| 28   | Vega                                             | Nordland                     | 163        | Trollvasstind      | 800          |
| 29   | Bremangerlandet                                  | Vestland                     | 153        | Svartevasshornet   | 889          |
| 29   | Alsten (Alsta)                                   | Nordland                     | 153        | Botnkrona          | 1,072        |
| 31   | Frøya                                            | Trøndelag                    | 147        | Besselvassheia     | 76           |
| 32   | Reinøya                                          | Troms og Finnmark            | 147        | Reinskarstind      | 884          |
| 33   | Otterøy                                          | Trøndelag                    | 143        | Tømmervikfjellet   | 446          |
| 34   | Ertvågsøy                                        | Møre og Romsdal              | 139.7      | Korsbakkfjellet    | 694          |
| 35   | Gurskøy                                          | Møre og Romsdal              | 139        | Sollia (Gurskøy)   | 660          |
| 36   | Andørja                                          | Troms og Finnmark            | 135        | Langlitinden       | 1,276        |
| 37   | Dønna                                            | Nordland                     | 135        | Dønnmannen         | 858          |
| 38   | Skogerøya                                        | Troms og Finnmark            | 129        | Skogerøytoppen     | 445          |
| 39   | Sula                                             | Vestland                     | 116.2      | Krakhellenipa      | 569          |
| 40   | Flakstadøya                                      | Nordland                     | 109.8      | Stjerntinden       | 931          |
| 41   | Rolla                                            | Troms og Finnmark            | 107        | Drangen            | 1,022        |
| 42   | Grytøya                                          | Troms og Finnmark            | 107        | Nona               | 1,012        |
| 43   | Radøy                                            | Vestland                     | 103        | Morkenfjellet      | 217          |
| 44   | Sandhornøya                                      | Nordland                     | 103        | Sandhornet         | 993          |
| 45   | Hadseløya                                        | Nordland                     | 102        | Lamlitind          | 656          |
| 46   | Askøy                                            | Vestland                     | 99         | Kolbeinsvarden     | 231          |
| 47   | Inner-Vikna (ilha interior do arquipélago Vikna) | Trøndelag                    | 99         | Vattatuva          | 162          |
| 48   | Rolvsøy                                          | Troms og Finnmark            | 89         | Valfjordnæringen   | 363          |
| 49   | Tustna                                           | Møre og Romsdal              | 89         | Skarven            | 896          |
| 50   | Austra                                           | Trøndelag e Nordland         | 88         | Romsskåla          | 588          |
| 51   | Holsnøy                                          | Vestland                     | 88         | Eldsfjellet        | 324          |
| 52   | Kågen                                            | Troms og Finnmark            | 85.7       | Store Kågtinden    | 1,228        |
| 53   | Nordkvaløya                                      | Troms og Finnmark            | 84         | Storalangen        | 736          |
| 54   | Ytter-Vikna (ilha exterior do arquipélago Vikna) | Trøndelag                    | 82         | Vattafjell         | 173          |
| 55   | Rebbenesøya                                      | Troms og Finnmark            | 82         | Geittinden         | 694          |
| 56   | Uløya                                            | Troms og Finnmark            | 78         | Blåtinden          | 1,142        |
| 57   | Otrøya                                           | Møre og Romsdal              | 75.5       | Oppstadhornet      | 737          |
| 58   | Engeløya                                         | Nordland                     | 68         | Trohornet          | 649          |
| 59   | Finnøya                                          | Nordland                     | 68         | Straumfjellet      | 434          |
| 60   | Vågsøy                                           | Vestland                     | 64         | Veten              | 630          |
| 61   | Frei                                             | Møre og Romsdal              | 64         | Freikollen         | 629          |
| 62   | Leka                                             | Trøndelag                    | 60         | Vattinden          | 418          |
| 63   | Sula                                             | Møre og Romsdal              | 59         | no                 | 776          |
| 64   | Ombo                                             | Rogaland                     | 58         | Bandåsen           | 511          |
| 65   | Jøa                                              | Trøndelag                    | 55.3       | Moldvikfjellet     | 297          |
| 66   | Dyrøya                                           | Troms og Finnmark            | 53         | Blåtinden          | 562          |
| 67   | Huftarøy                                         | Vestland                     | 50.4       | Loddo              | 244          |

## Ilhas oceânicas sob soberania da Noruega
Seguindo o mesmo critério adoptado para as ilhas costeiras norueguesas só foram consideradas as ilhas com área significativa (área superior a 50 km2), deixando de fora pequenas ilhas e ilhéus.
| Rank | Ilha                      | Localização                      | População | Área (km²) | Ponto mais alto       | Altitude (m) |
| ---- | ------------------------- | -------------------------------- | --------- | ---------- | --------------------- | ------------ |
| 1    | Spitsbergen               | Svalbard                         | 2,642     | 39,044     | Newtontoppen          | 1,713        |
| 2    | Nordaustlandet            | Svalbard                         | 0         | 14,443     | Norddomen             | 700          |
| 3    | Edgeøya                   | Svalbard                         | 0         | 5,073      | Caltexfjellet         | 590          |
| 4    | Barentsøya                | Svalbard                         | 0         | 1,288      | Schweinfurthfjellet   | 590          |
| 5    | Kvitøya                   | Svalbard                         | 0         | 682        |                       | 270          |
| 6    | Prins Karls Forland       | Svalbard                         | 0         | 615        | Monacofjellet         | 1,084        |
| 7    | Jan Mayen                 | Mar da Gronelândia               | 18        | 373        | Beerenberg            | 2,277        |
| 8    | Kongsøya                  | Svalbard                         | 0         | 191        |                       | 320          |
| 9    | Bjørnøya                  | Svalbard                         | 9         | 178        | Miseryfjellet         | 536          |
| 10   | Ilha Peter I (Peter I Øy) | Mar de Bellingshausen, Antártica | 0         | 156        | Lars Christensen Peak | 1,640        |
| 11   | Svenskøya                 | Svalbard                         | 0         | 137        |                       | 230          |
| 12   | Wilhelmøya (Ilha Wilhelm) | Svalbard                         | 0         | 120        |                       | 656          |
| 13   | Lågøya                    | Svalbard                         | 0         | 103.5      |                       |              |
| 14   | Bouvet                    | Oceano Atlântico Sul             | 0         | 58         | Olavstoppen           | 780          |

## Lista de ilhas da Noruega por ordem alfabética
A lista que se segue, ordenada alfabeticamente, apesar de incluir algumas pequenas ilhas costeiras, está muito longe de ser exaustiva.

## A

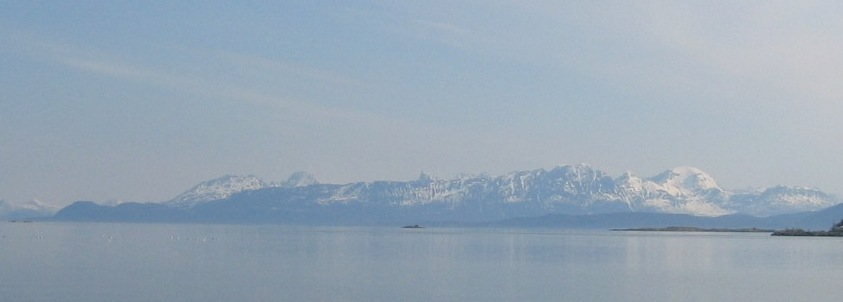
Andørja, vista de Harstad

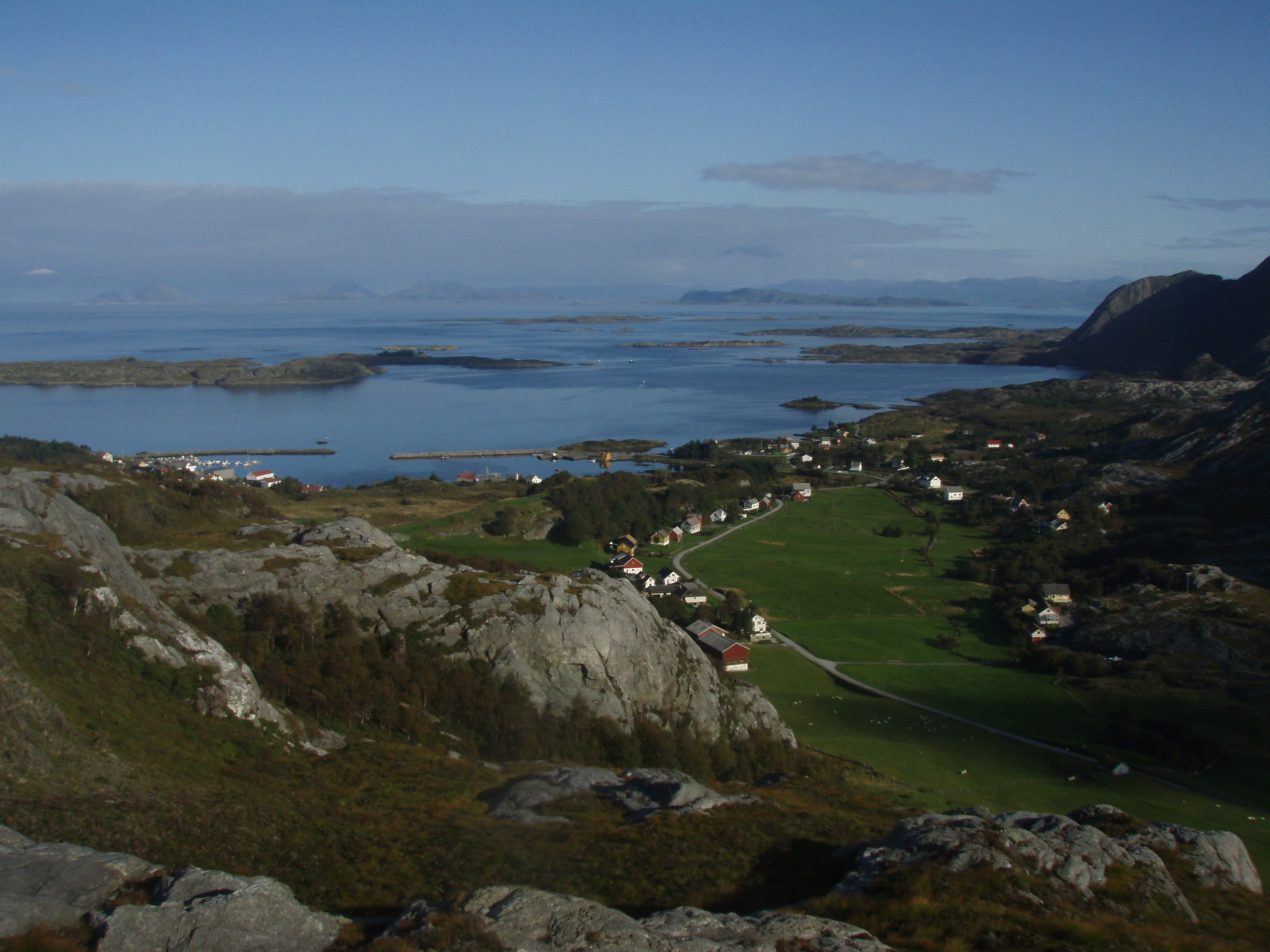
Atløy

- Alden
- Aldra
- Algrøy
- Alsta
- Altra
- Anda
- Andabeløya
- Andørja
- Andøya, Vesterålen
- Andøya, Agder
- Arnøy, Salten
- Arnøya
- Arøya
- Askerøya
- Askrova
- Askøy
- Aspøy
- Aspøya
- Atløy
- Austra
- Austvågøya
- Averøya
- Azero

## B

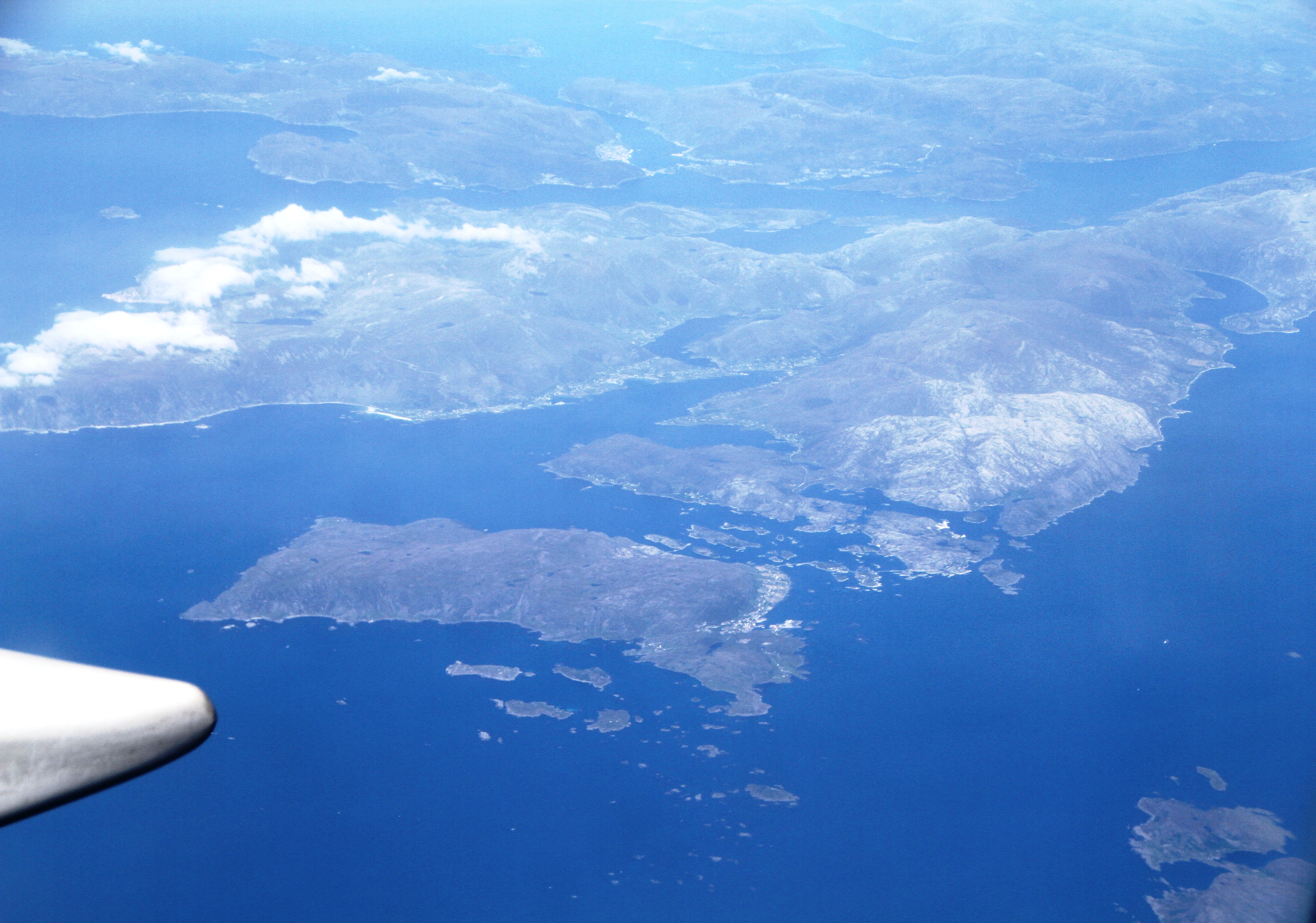
vista aérea de Bremangerlandet, com Frøya em primeiro plano e Vågsøy em fundo

[[File:Ile aux ours.jpg|thumb|240px|Restos de uma estação baleeira em Kvalrossbukta, ilha do Urso
- Barmen
- Barmøya
- Barøya
- Bjørnøya
- Bergsøya, Gjemnes
- Bergsøya, Herøy
- Bispøyan
- Bjarkøya
- Bjorøy
- Bjørnøya
- Bjørøya
- Bleiksøya
- Blomøy
- Bokn
- Bolga
- Bolsøya
- Borgan
- Borøya, Tvedestrand
- Bouvetøya
- Bragdøya
- Brattøra
- Bremangerlandet
- Brottøya
- Bru
- Bulandet
- Bømlo
- Børøya

## D

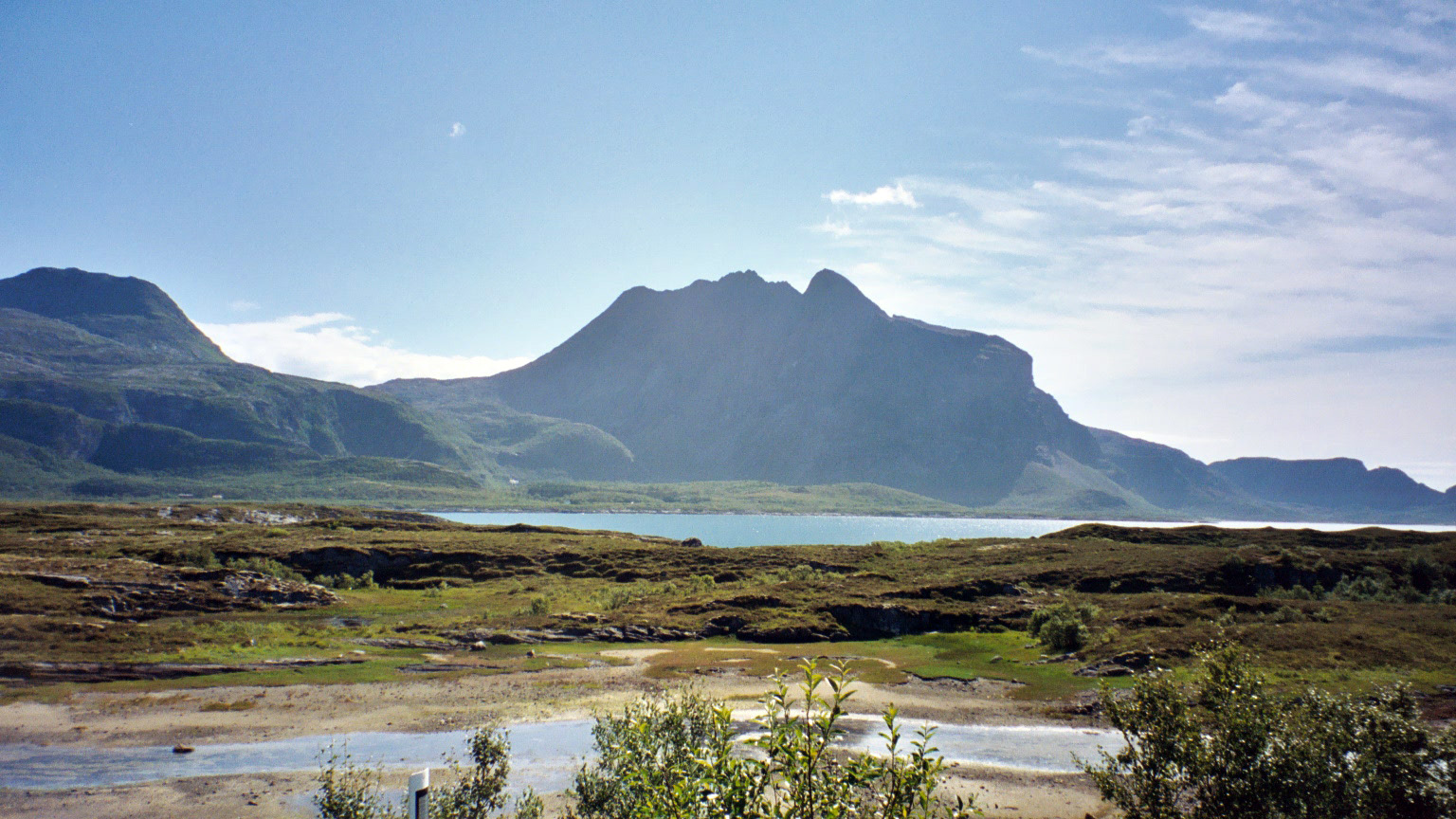
Uma vista de Dønna.

- Dimnøya
- Dolmøya
- Dryna
- Dvergsøya
- Dyrøya, Troms
- Dyrøya, Øksnes
- Dønna

## E
- Edøya
- Eika, Møre og Romsdal
- Ellingsøya
- Elvalandet
- Engeløya
- Ertvågsøya

## F

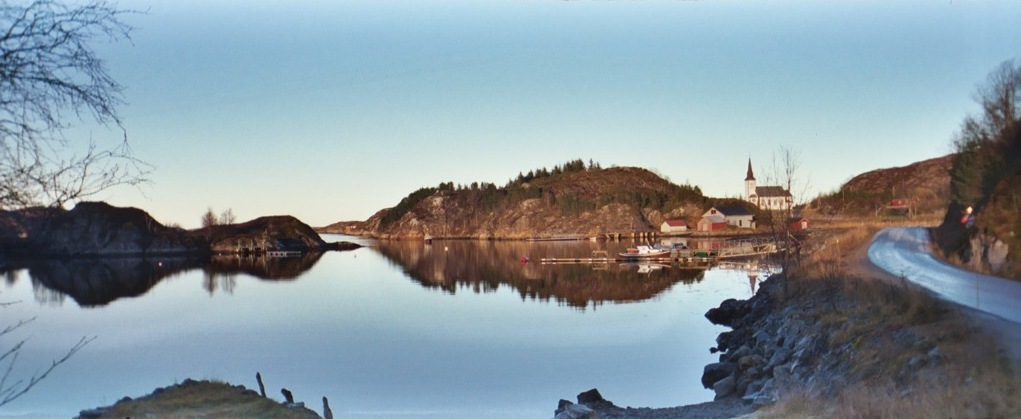
A igreja de Nordbotn em Fjellværsøya.

- Fanøya
- Fedje
- Feøy
- Finnøy
- Finnøya, Møre og Romsdal
- Fjellværsøya
- Fjøløy
- Fjørtofta
- Flakstadøya
- Flatøy
- Fleina
- Flekkerøy
- Flemsøya
- Flostaøya
- Flåvær
- Fogn
- Fosnøy
- Frei
- Froan
- Frøya (Trøndelag)
- Frøya, Bremanger
- Fugløya, Gildeskål
- Fugløya, Troms

## G

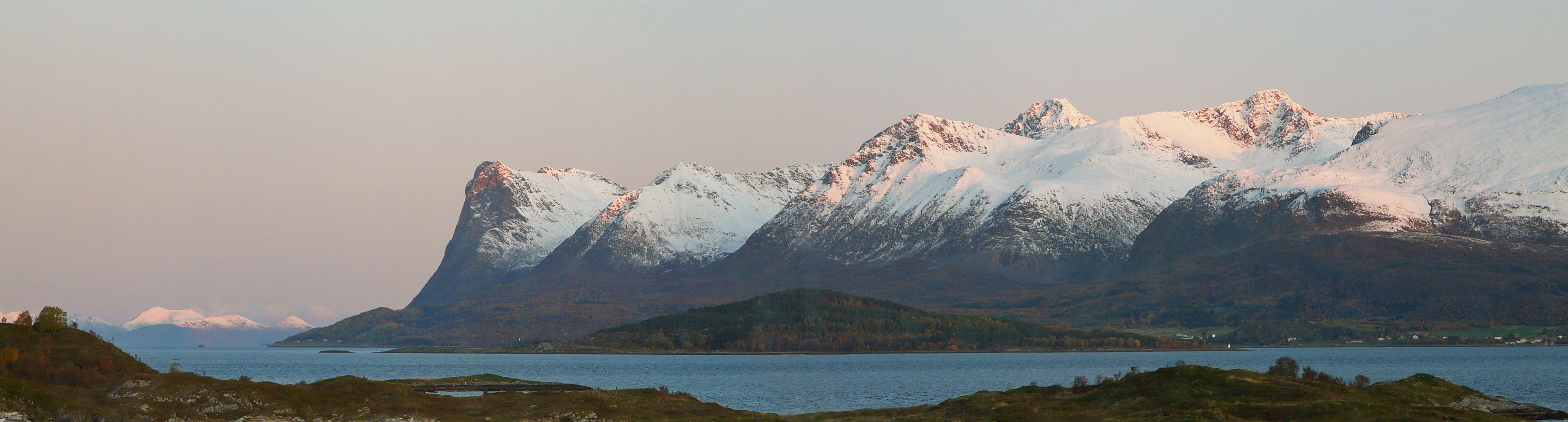
Grytøya, vista de Hinnøya.

- Gapøya
- Garten
- Gimsøya
- Giske
- Gisløy
- Gjerdøya
- Gjerdinga
- Gjesværstappan
- Godøya
- Gossa
- Grip
- Grisvågøya
- Grytøya
- Grøtøy
- Gurskøya

## H

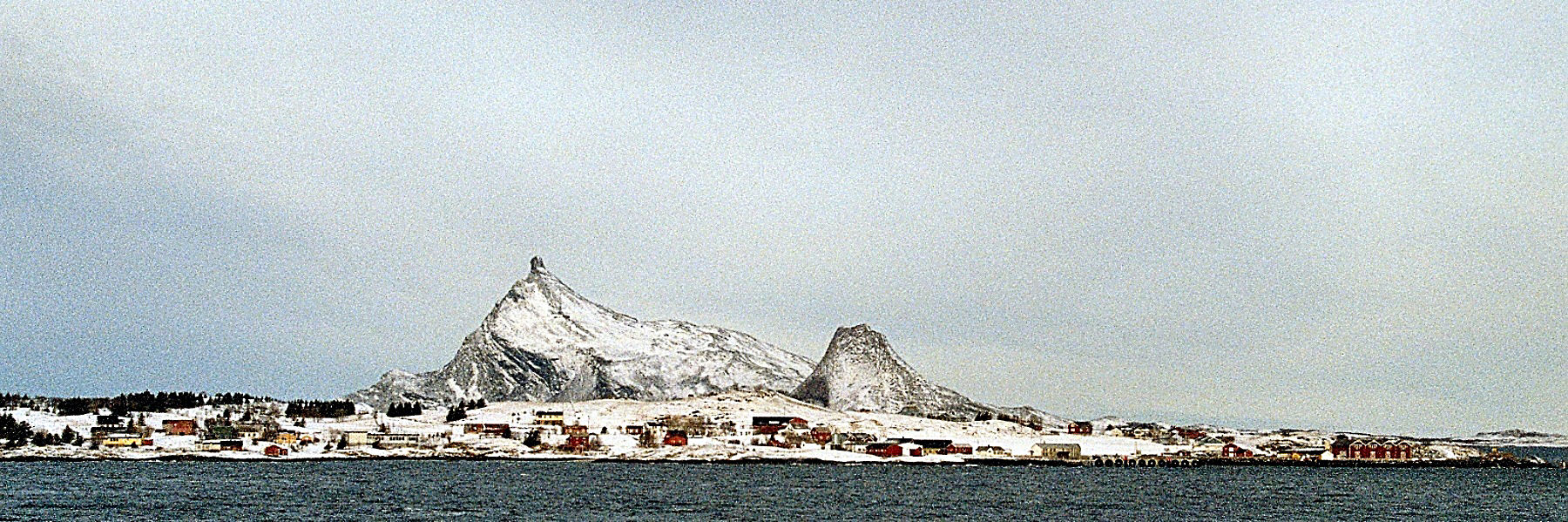
Hestmona

- Håja
- Håkøya
- Hadseløya
- Hafslundsøy
- Halsnøy
- Halsnøya
- Handnesøya
- Haramsøya
- Hareidlandet
- Harøya
- Havøya
- Helgbustadøya
- Helgøya, Hedmark
- Helgøya, Troms
- Hessa
- Hemnskjela
- Heng
- Hestmona
- Hidra
- Hille, Agder
- Hille
- Hillesøya
- Hinnøya
- Hisarøy
- Hisøya
- Hitra
- Hjelmsøya
- Hoddøya
- Holsnøy
- Hornøya
- Hovden
- Huftarøy
- Hugla
- Huglo
- Hulløya
- Humla
- Husevågøy
- Husøya
- Håja
- Håkøya

## I

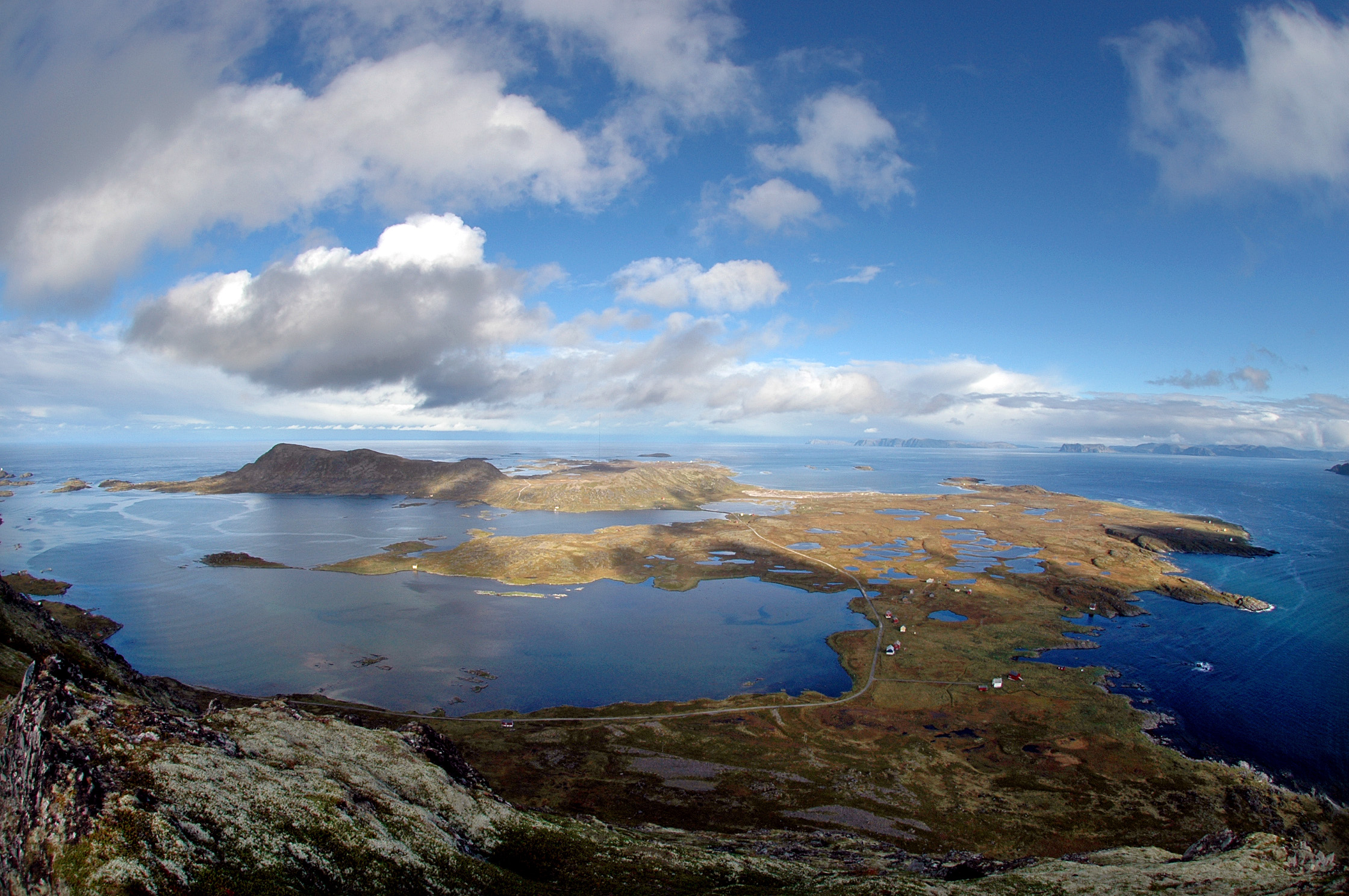
Ingøya

- Idsal
- Idse
- Igerøya
- Ingøya
- Inner-Vikna
- Innlandet

## J
- Jan Mayen
- Justøy
- Jøa

## K

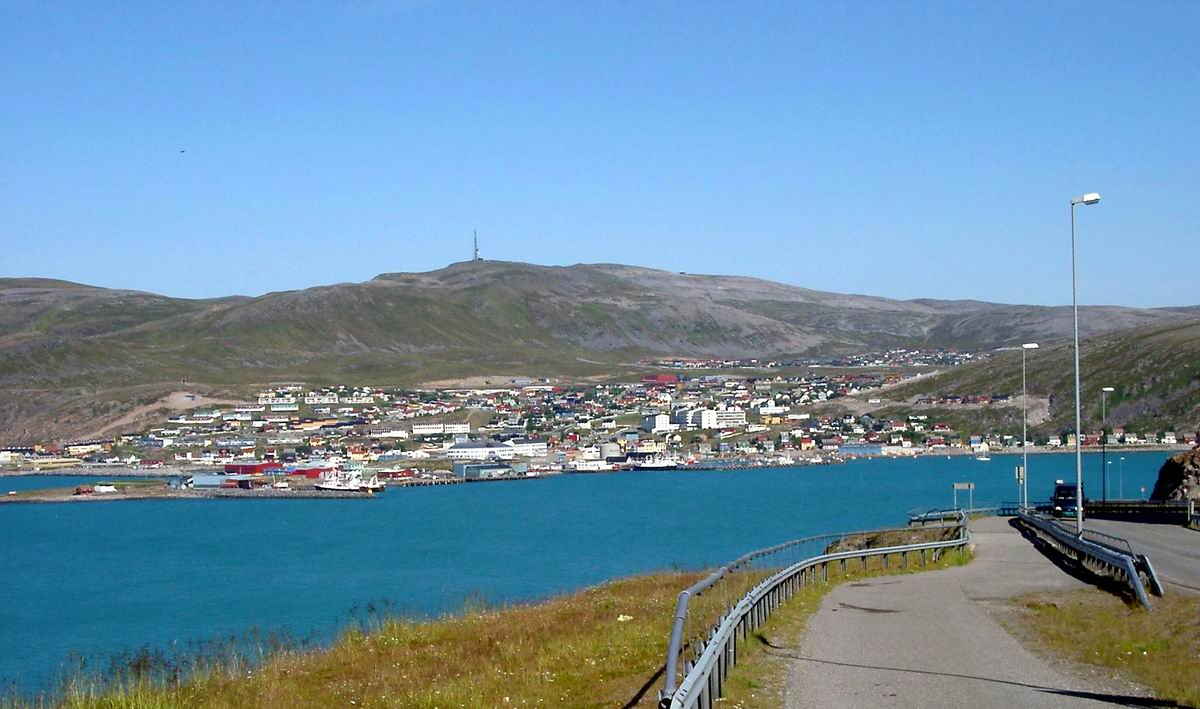
Hammerfest, o maior povoado de Kvaløya, Finnmark.

- Karlsøy, Søndre og Nordre
- Karlsøya, Troms
- Karmøy
- Kirkelandet
- Kirkøy
- Kinn
- Kjøtta
- Klosterøy
- Knaplundsøya
- Kråkvåg
- Kunna
- Kvaløya, Tromsø
- Kvaløya, Finnmark
- Kvamsøy
- Kvamsøya
- Kvæøya
- Kvitsøy
- Kågen

## L

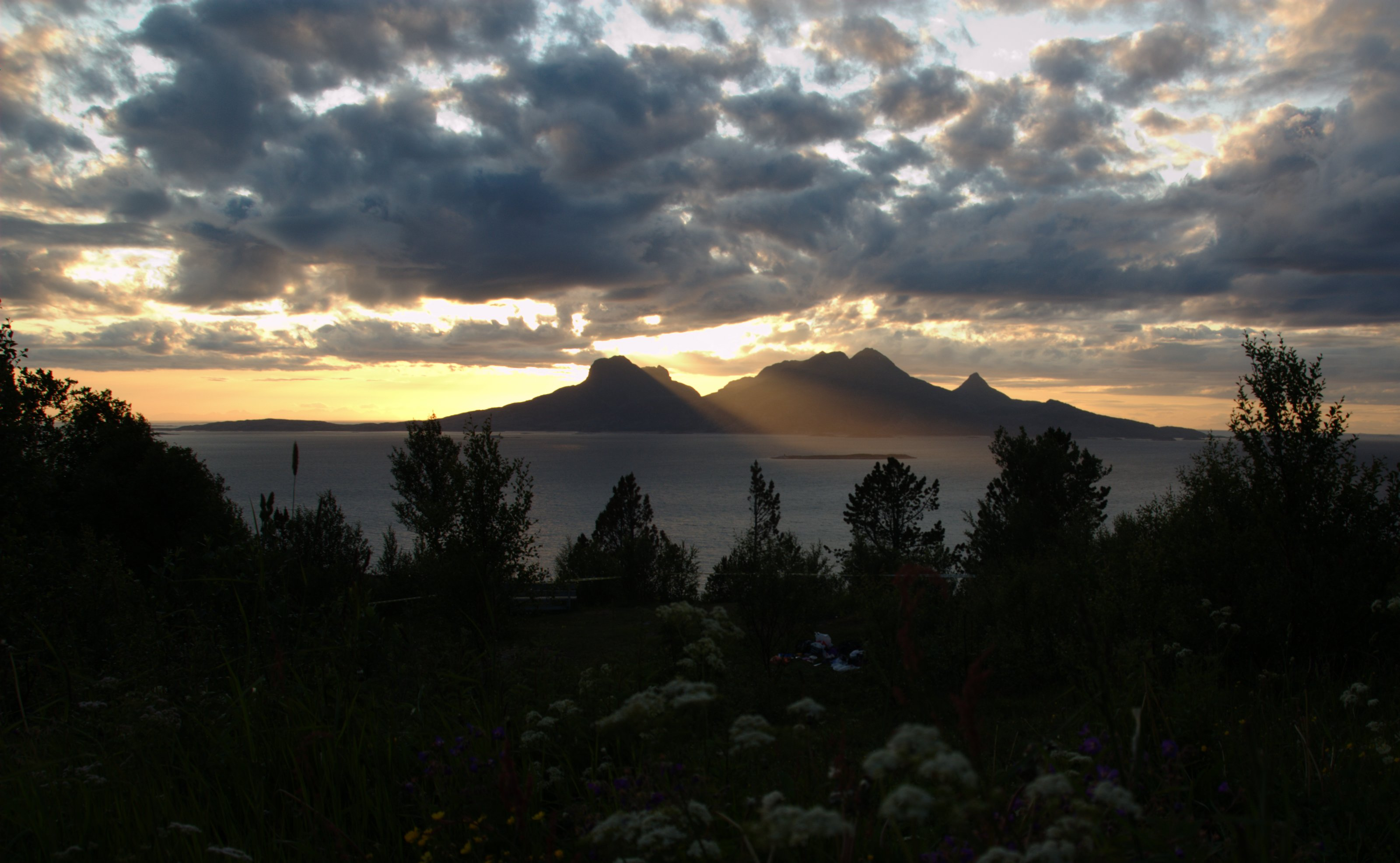
Landegode

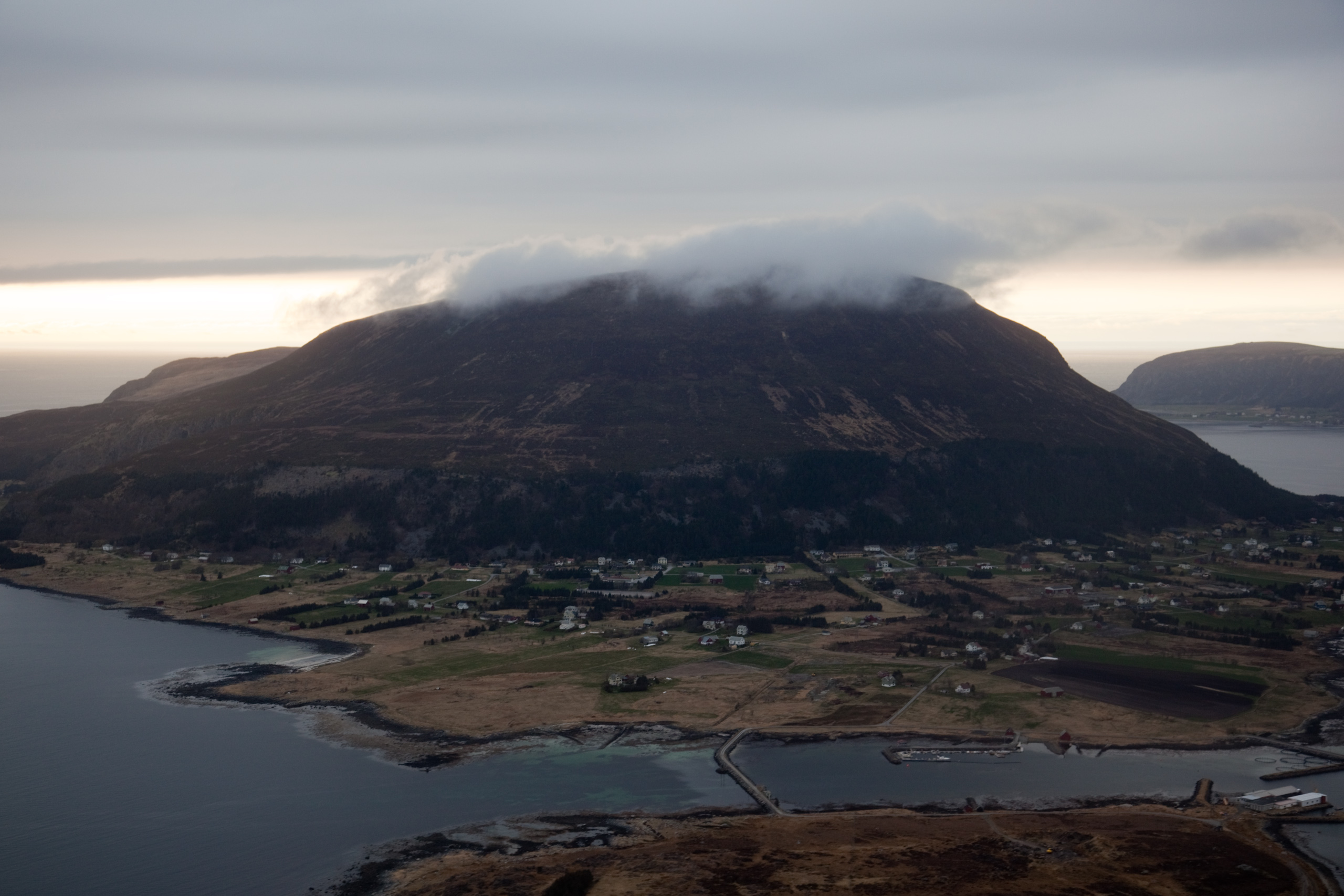
Lepsøya

- Landegode
- Langøya, Vesterålen
- Langøya, Øksnes
- Laukøya
- Lauvøya, Flatanger
- Lauvøya, Vikna
- Lauvøya, Åfjord
- Leka
- Leksa
- Leinøya
- Lepsøya
- Lille Ekkerøy
- Lille Kamøya, Hammerfest
- Lille Kamøya, Nordkapp
- Linesøya
- Litlmolla
- Loppa
- Lovund
- Lundøya
- Lurøya
- Løkta

## M

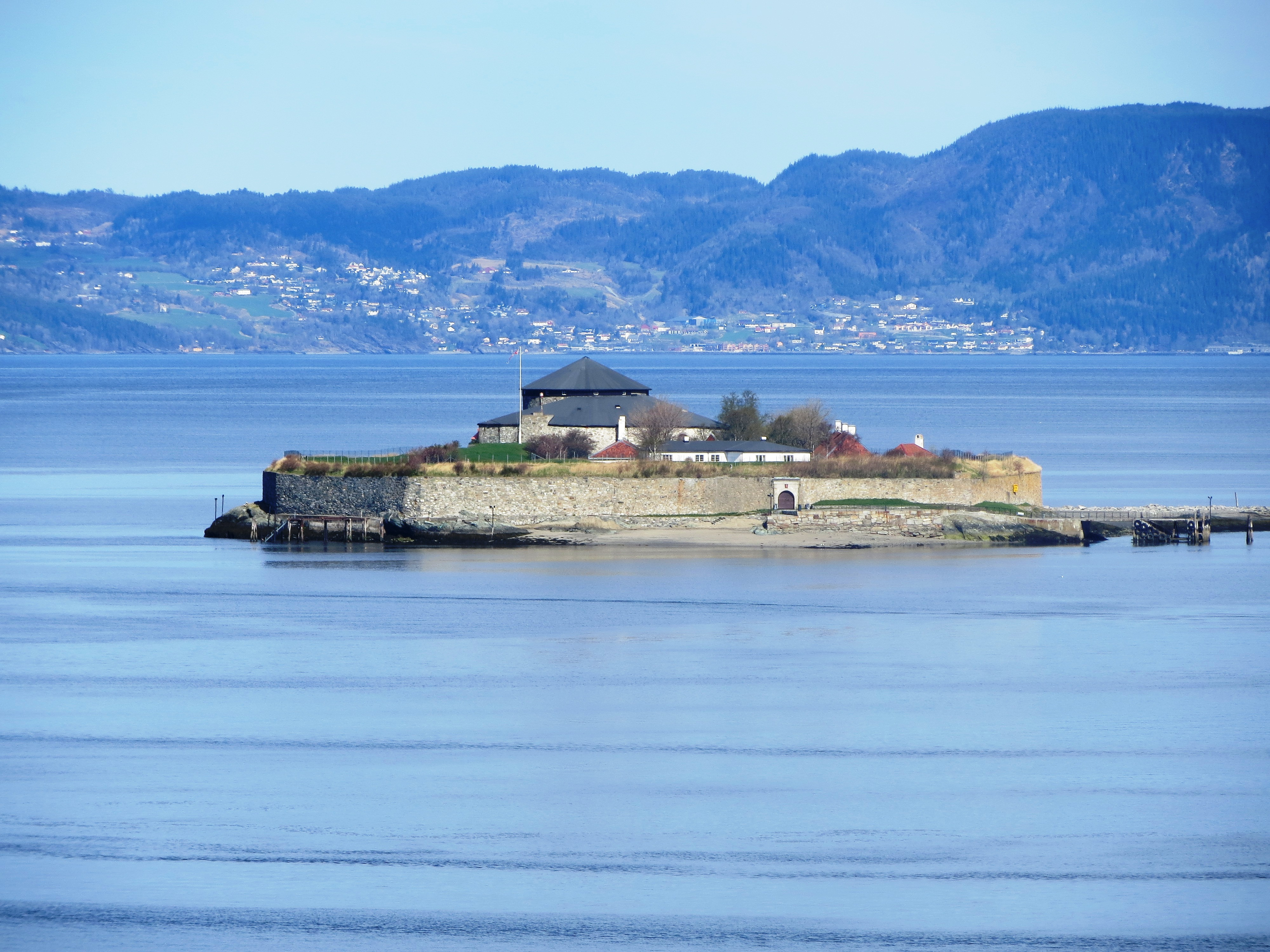
Munkholmen

- Magerøya
- Melkøya
- Mellom-Vikna
- Meløya
- Merdø
- Mesøya
- Mia/Midøya
- Mindlandet
- Mjømna
- Mosken
- Moskenesøya
- Mosterøy
- Munkholmen
- Myken
- Måsøya

## N

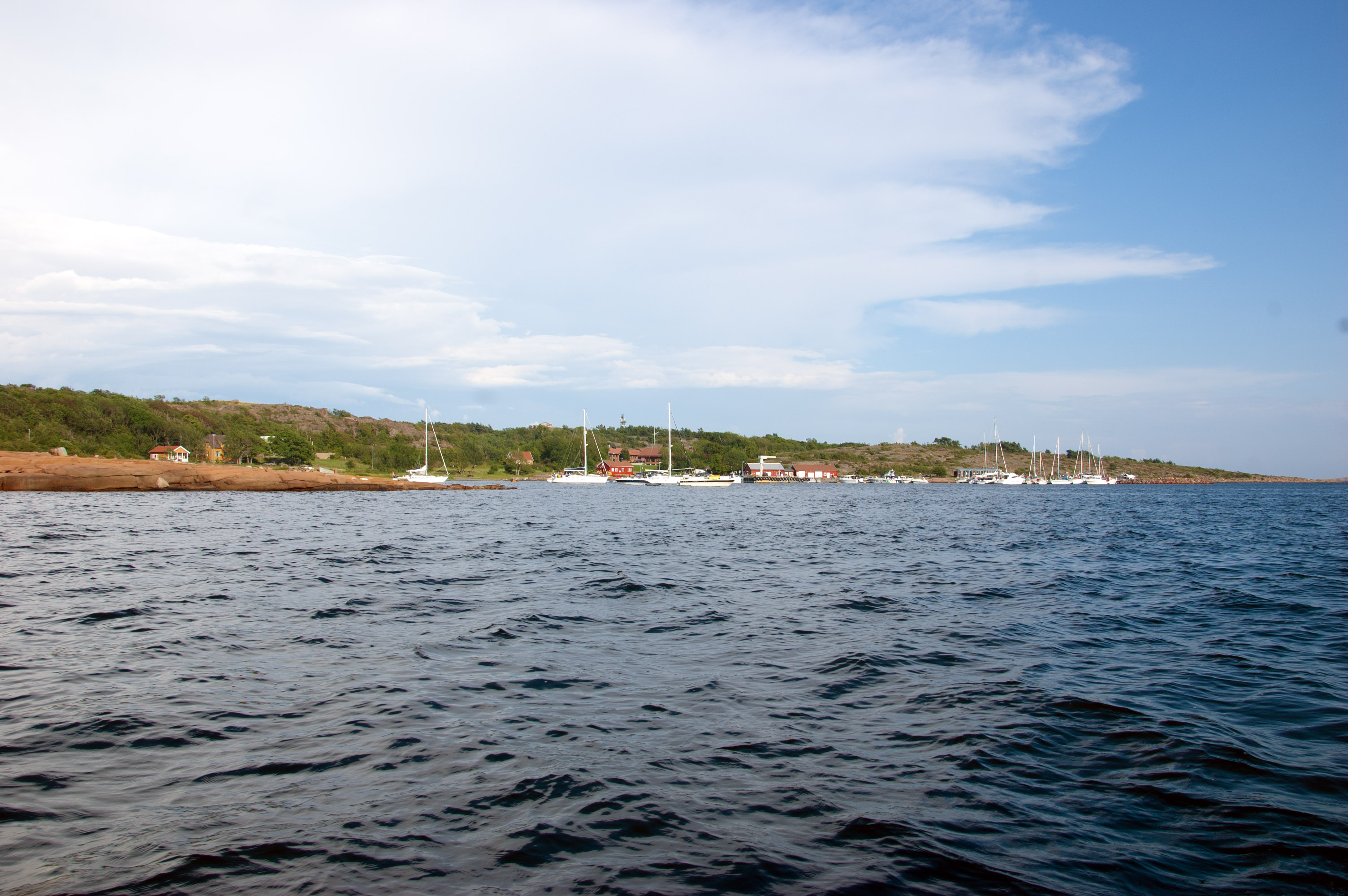
Østre Bolæren, a mais oriental das três ilhas Bolærne em Nøtterøy, Vestfold

- Nerlandsøya
- Nesøya, Akershus
- Nesøya, Nordland
- Nordlandet
- Nordkvaløya
- Nærøya
- Nørvøya
- Nøtterøy

## O
- Odderøya
- Oksenøya
- Oksøy
- Ombo
- Ona
- Onøy
- Orta, Møre og Romsdal
- Osterøy
- Otrøya
- Otterøya

## P
- Prestmåsøya
- Pysen

## R

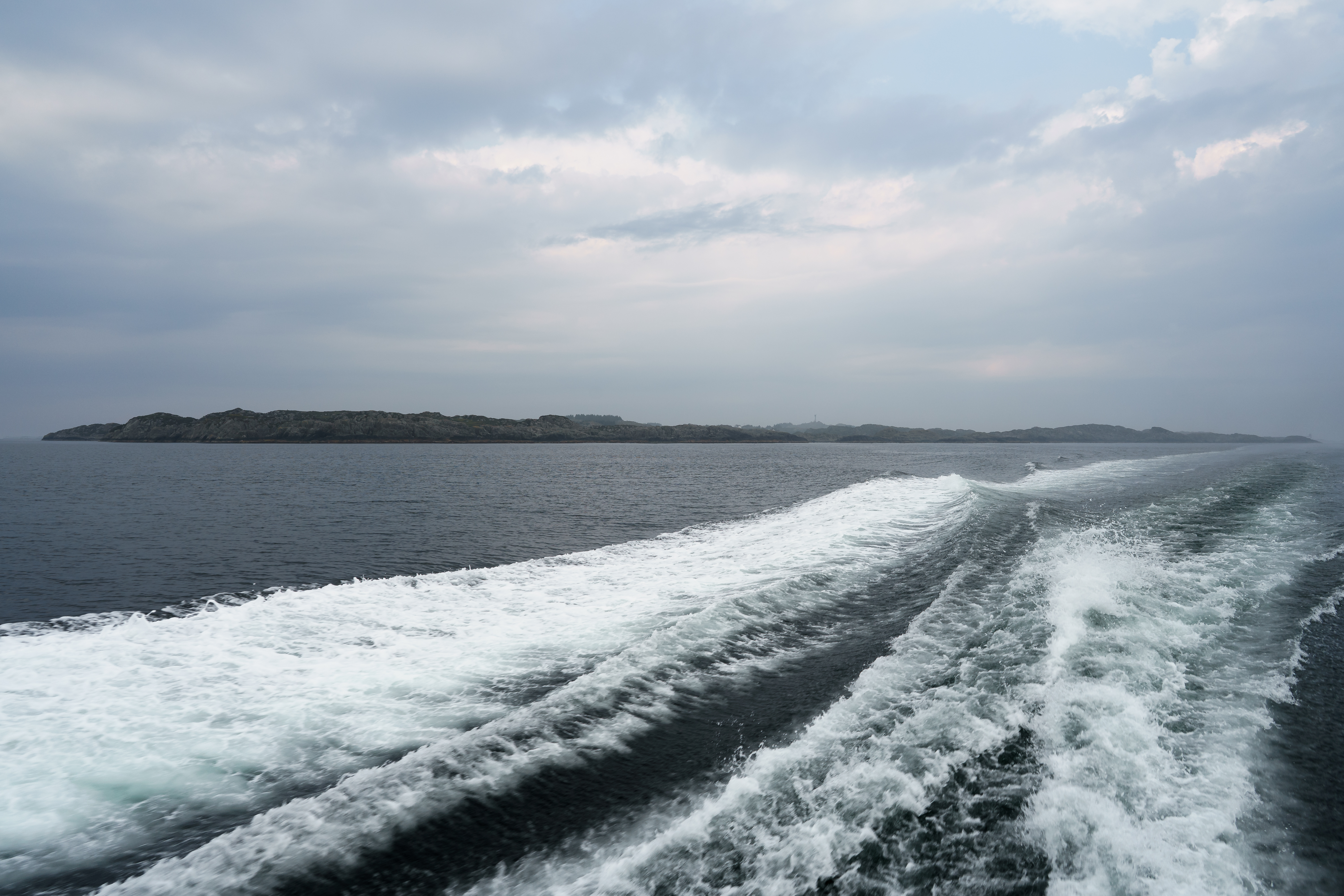
Røvær vista do ferry para Haugesund.

- Randøy
- Rangsundøya
- Rebbenesøy
- Reinøya, Troms
- Reinøya, Vardø
- Reksta
- Reksteren
- Remøya
- Rennesøy
- Ringvassøy
- Rolla
- Rolfsøya
- Rolvsøy
- Rottøya
- Runde
- Ruøya
- Ryke Yse
- Rødøya, Alstahaug
- Rødøya, Rødøy
- Røst
- Røvær

## S

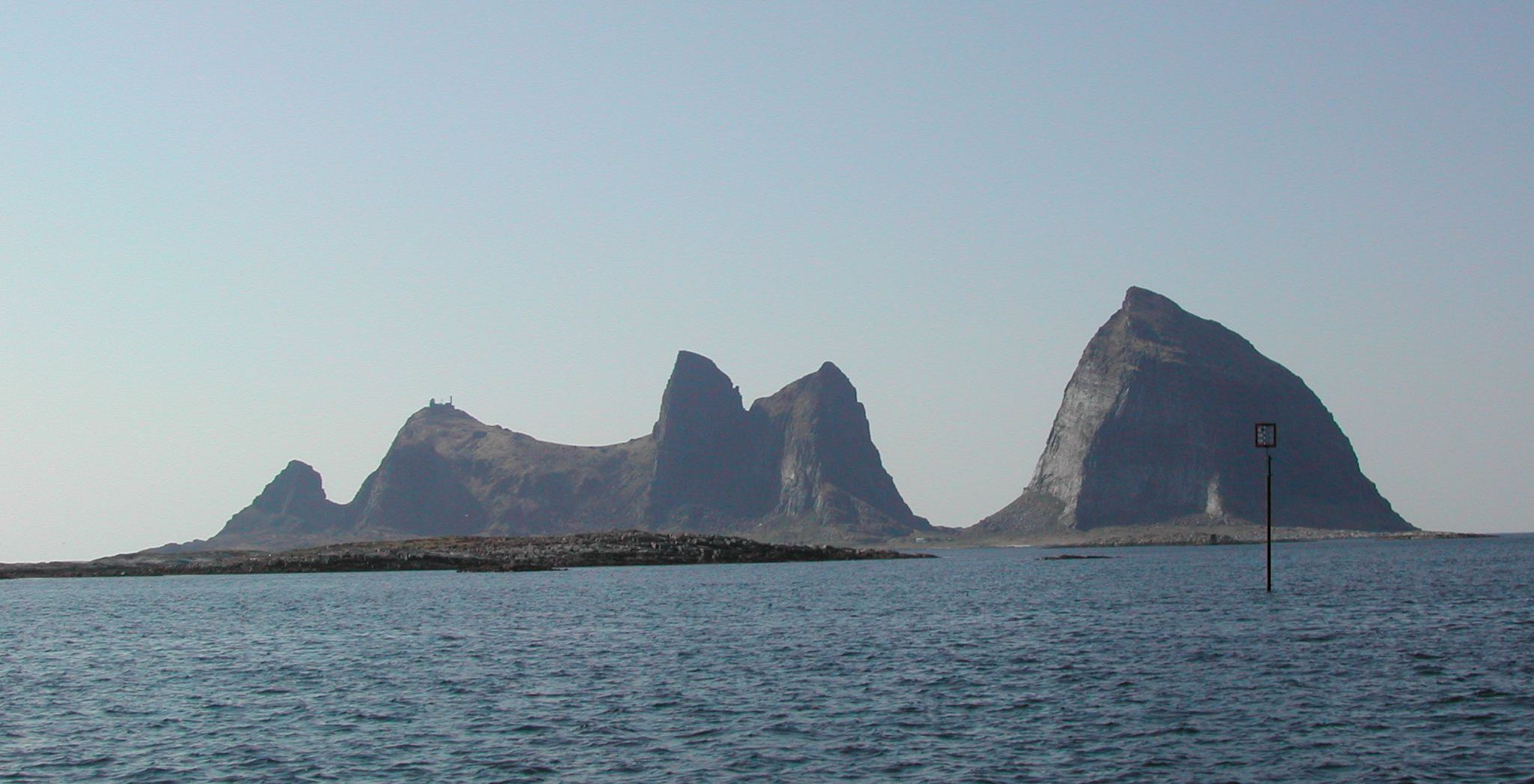
Sanna

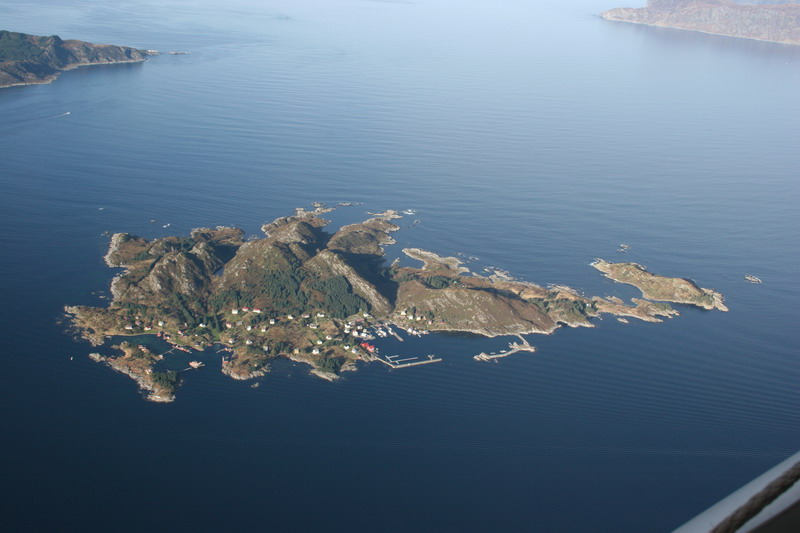
Silda, vista de leste.

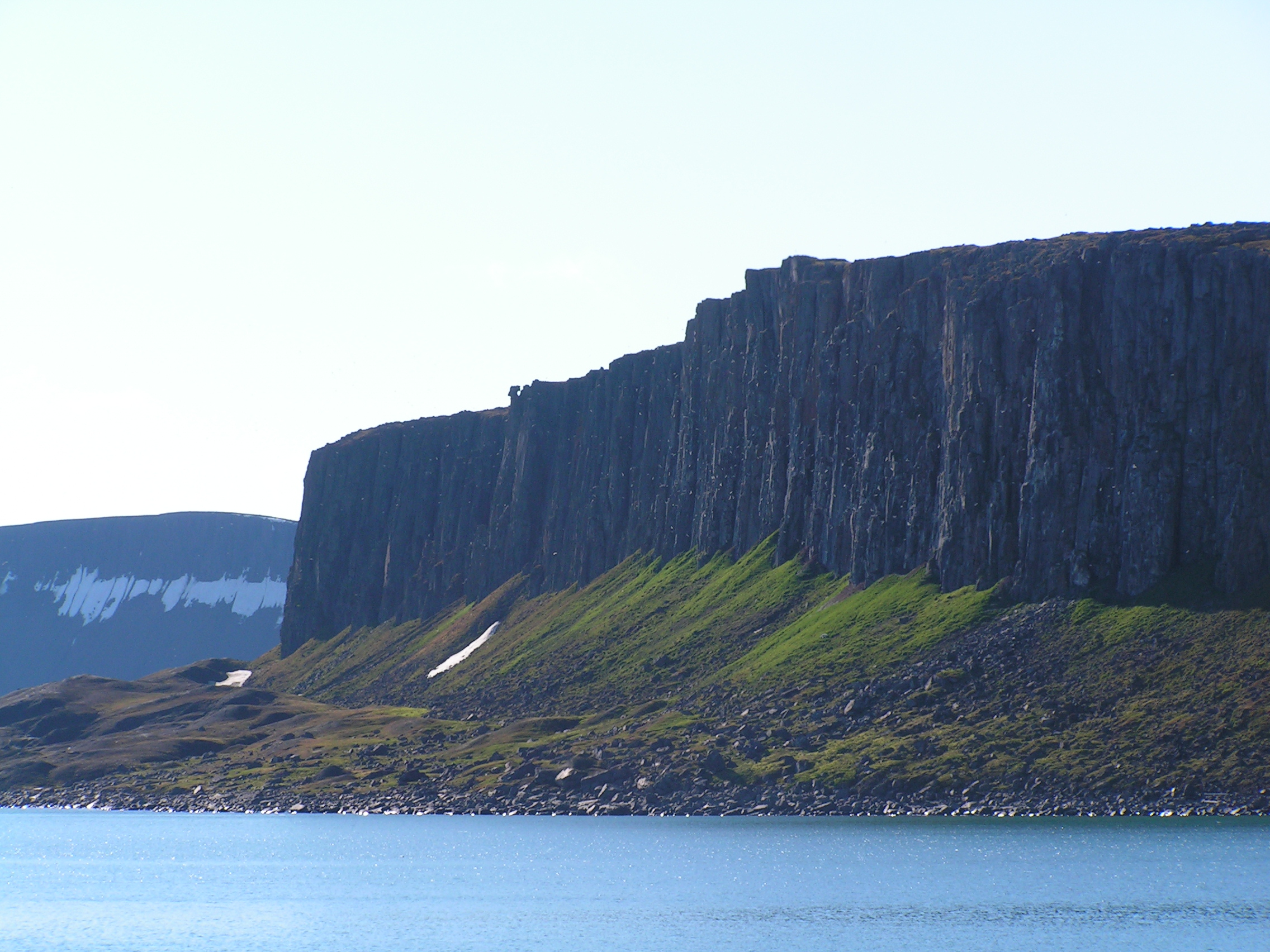
Dorst Bay em Barentsøya.

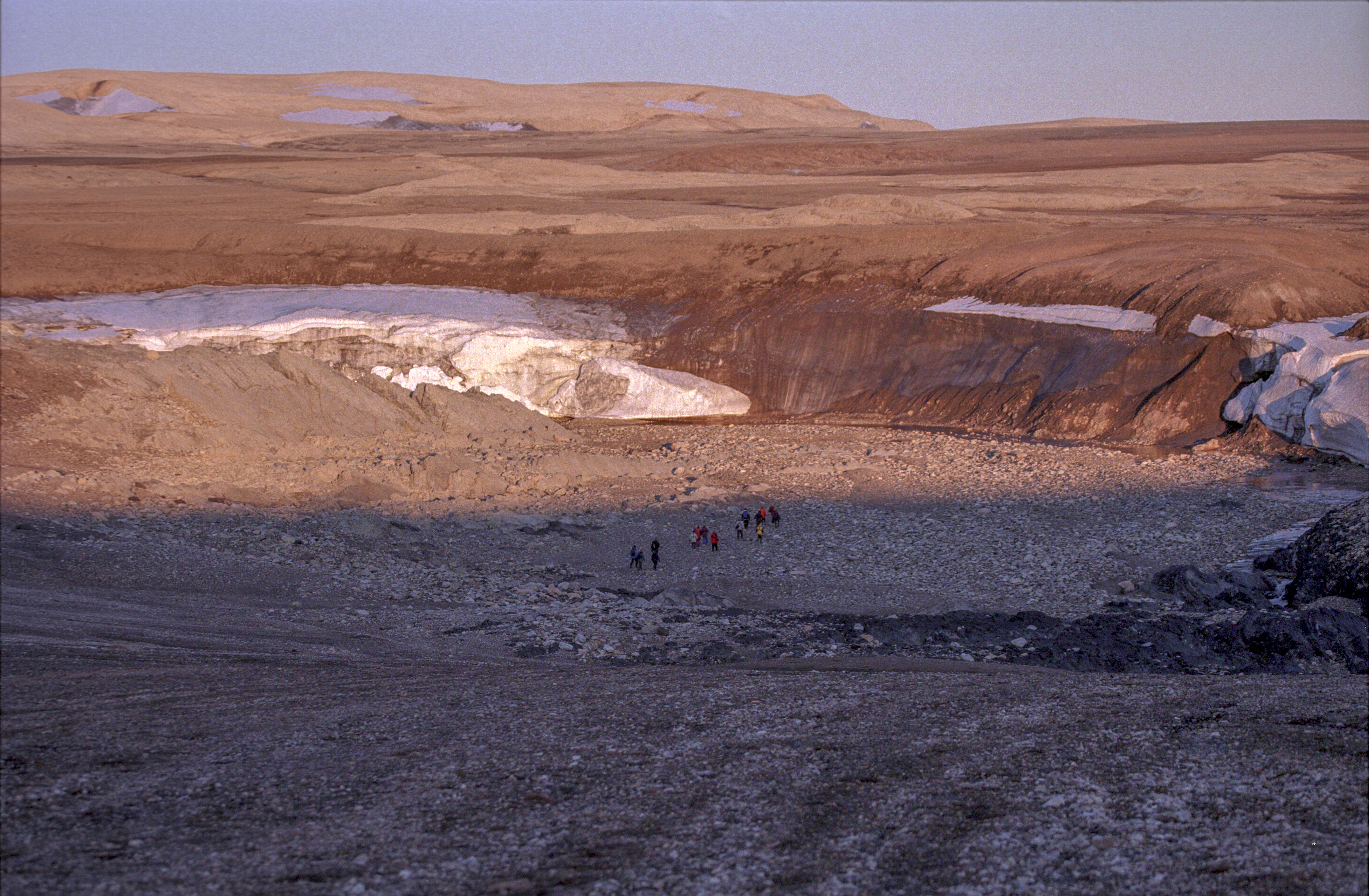
Deserto ártico em Nordaustlandet.

- Sandhornøya
- Sandøya, Møre og Romsdal
- Sandsøya, Møre og Romsdal
- Sandsøya, Troms
- Sandøya, Agder
- Sanna
- Seiland
- Sekken
- Selvær
- Seløy
- Senja
- Sessøya
- Silda, Finnmark
- Silda, Kinn
- Sjernarøyane
- Skardsøya
- Skarsøya
- Skjervøya (Troms)
- Skjervøya (Trøndelag)
- Skjernøy
- Sklinna
- Skogerøya
- Skogsøy
- Skogsøya
- Skorpa, Møre og Romsdal
- Skorpa, Kinn
- Skorpa, Troms
- Skrova
- Skålvær
- Smøla
- Sokn
- Solskjel
- Sør-Hidle
- Sotra
- Stabben (ilha)
- Stabblandet
- Stavøyna
- Stjernøya
- Stokkøya
- Stord
- Store Sommarøya
- Stormolla
- Store Kamøya, Hammerfest
- Store Kamøya, Nordkapp
- Store Tamsøy
- Storfosna
- Straumøya
- Sula, Solund
- Sula, Sunnmøre
- Sula, Trøndelag
- Sundøy

- Svalbard (arquipélago)
  - Barentsøya
  - Edgeøya
  - Hopen
  - Kong Karls Land
    - Abel (ilha)
    - Helgoland (ilha)
    - Kongsøya
    - Svenskøya
    - Tirpitzøya

  - Kvitøya

- Nordaustlandet
- Prins Karls Forland
- Spitsbergen
- Wilhelm (ilha)

- Svanøya
- Svellingen
- Svinør
- Sørarnøya
- Sørøya

## T

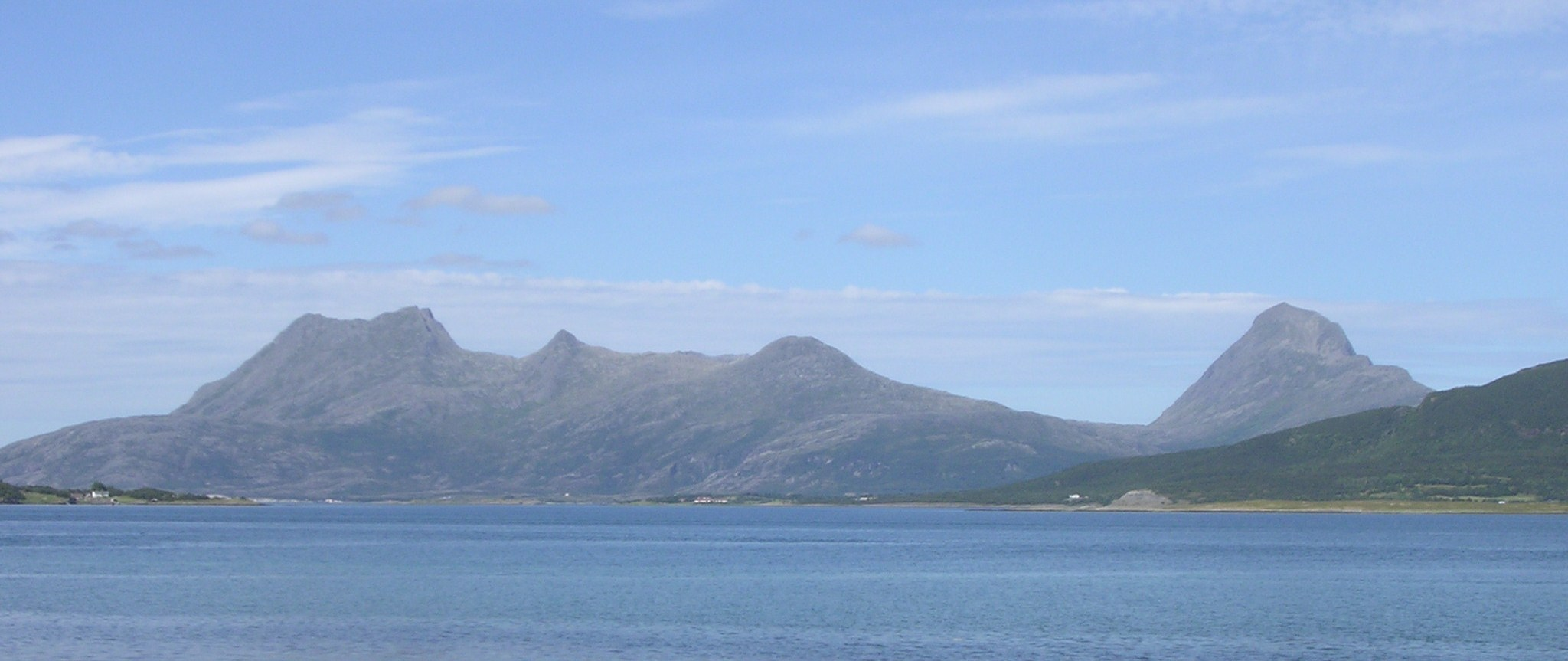
Tomma vista de leste

- Talgje
- Tarva
- Tautra
- Terøya
- Tindsøya
- Tjeldøya
- Tjona
- Tjøme
- Tjøtta
- Toftøy
- Tomma
- Torget
- Tromsøya
- Tromøya
- Træna
- Tussøya
- Tustna
- Tverrdalsøya
- Tysnesøy
- Tyssøy
- Tørla

## U
- Ulvøya
- Uløya
- Utøya
- Utsira

## V

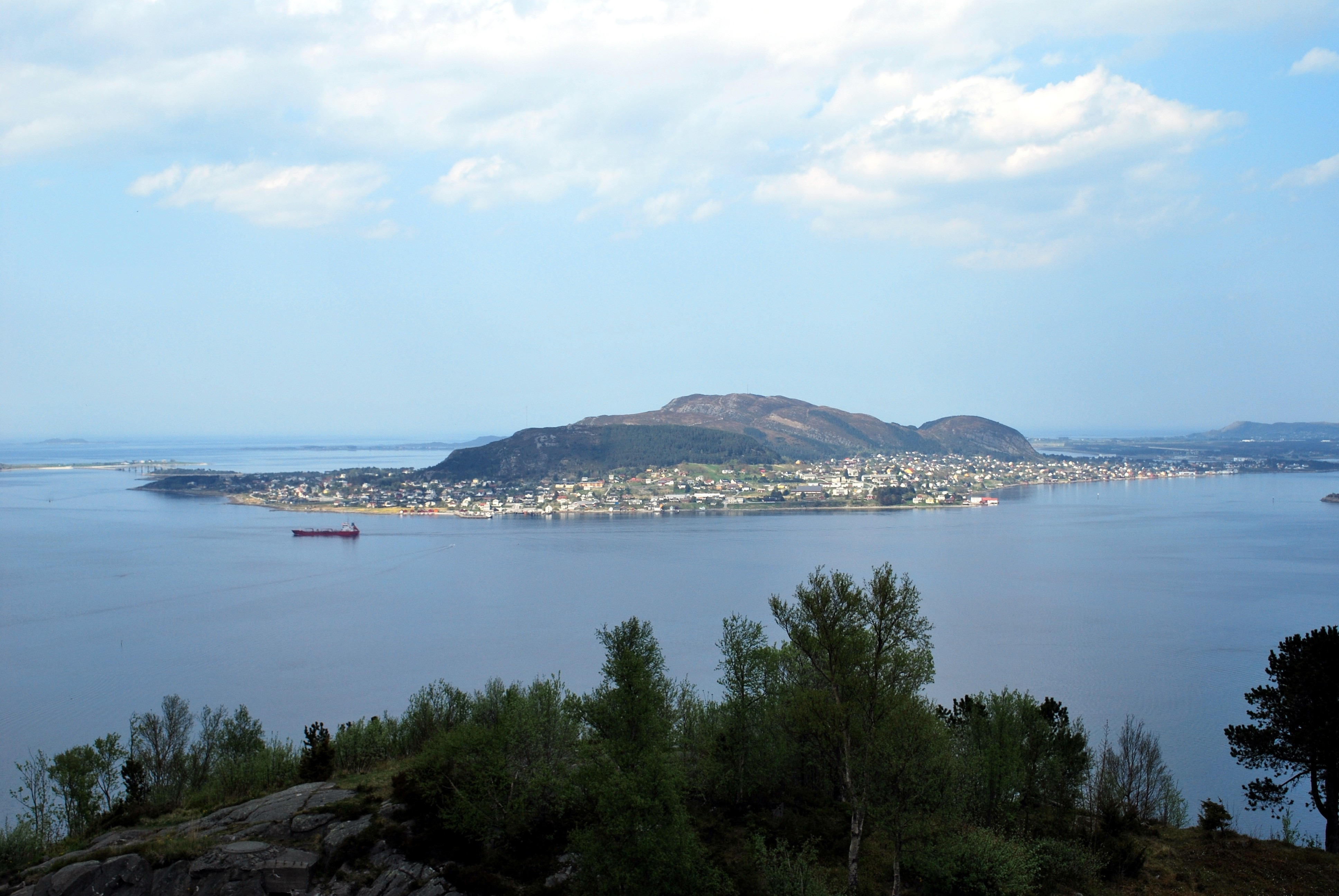
Valderøy

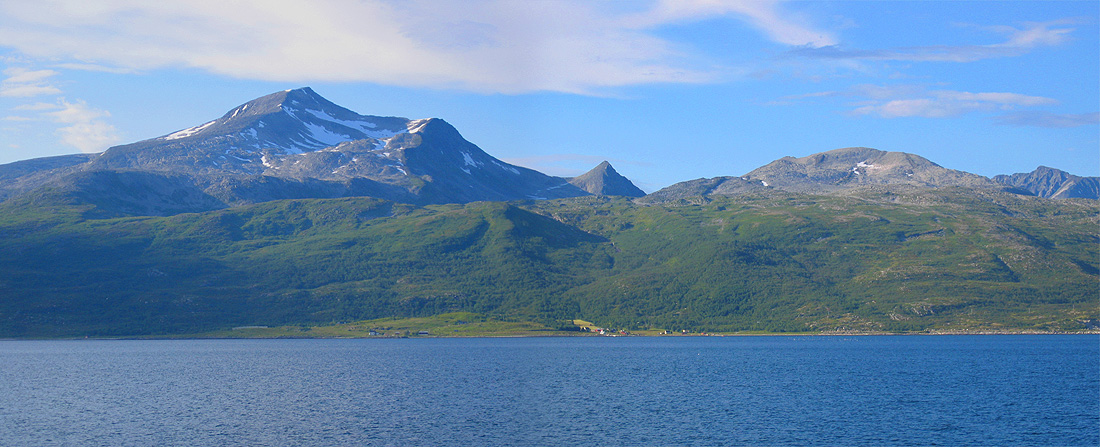
Vanna.

- Vadsøya
- Vandve
- Vanna, (ou Vannøya)
- Valderøya
- Varaldsøy
- Vardøya
- Vega
- Veidholmen
- Vengsøya
- Vesterøya
- Vestvågøya
- Veøya
- Vigra
- Villa
- Voksa
- Vorterøya
- Værlandet
- Værøy
- Vågsøy

## Y
- Ylvingen
- Ytterøya
- Ytter-Vikna

## Æ
- Ærøya

## Ø
- Øksninga
- Østre Bolæren

## Å
- Åmøy
- Åmøya
- Åsvær